# Actas de Marusia
Actas de Marusia es una película mexicana de 1975 dirigida por el chileno Miguel Littín. Cuenta la historia de la vida y muerte de unos trabajadores chilenos del salitre. La cinta estuvo nominada a los Premios Óscar de 1975 a la mejor película extranjera, y participó en la competición oficial del Festival de Cannes de 1976 por el Palme d'Or.

## Trama
La película muestra lo terrible que era la vida en "La era del salitre" (1880-1929) para la clase obrera de Chile. Todos los intentos de crear sindicatos de trabajadores fueron aplastados por la violencia. 
Un pueblo minero en el norte de Chile es el escenario de la masacre de Marusia en 1925. Las autoridades gubernamentales permiten el uso de la violencia más brutal contra los trabajadores de las minas para preservar el control de las empresas extranjeras en la explotación de los recursos. A pesar de la resistencia de algunos trabajadores, el pueblo será destruido y sus habitantes exterminados. 

## Reparto
- Gian Maria Volonté ...  Gregorio
- Diana Bracho ...  Luisa
- Claudio Obregón ...  Capt. Troncoso
- Eduardo López Rojas ...  Domingo Soto
- Patricia Reyes Spíndola ...  Rosa
- Salvador Sánchez ...  Sebastián
- Ernesto Gómez Cruz ...  Crisculo 'Medio Juan'
- Arturo Beristáin ...  Arturo
- Silvia Mariscal ...  Margarita
- Alejandro Parodi ...  Espinoza
- Patricio Castillo ...  Tte. Gaínza
- Federico González ...  Contratador
- Julián Pastor ...  Weber
- Gabriel Retes ...  Soldado
- José Carlos Ruiz ...  Argandoña
- Magdalena Solorzano ...  Bailarina